# دم‌شلاقی غول‌پیکر
دم‌شلاقی غول‌پیکر (نام علمی: Albatrossia pectoralis) نام یک گونه از تیره دم‌شلاقی است.